# Гемоглобін F

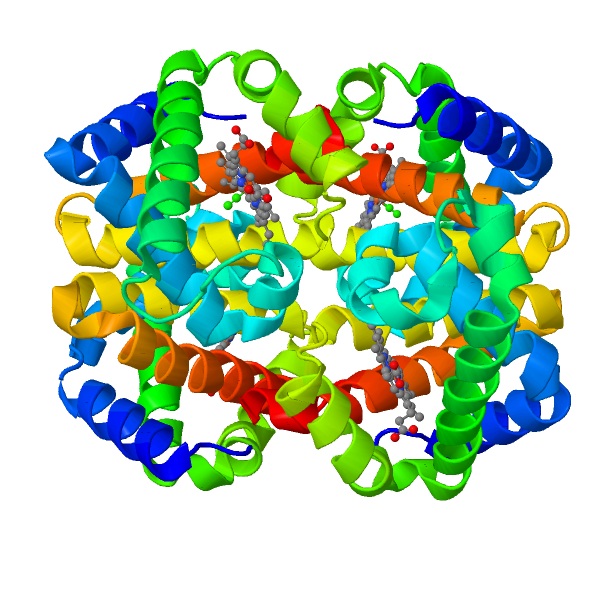
Структура фетального гемоглобіну

Гемоглобін F (HbF, також фетальний гемоглобін або гемоглобін плоду) — головний білок транспорту кисню під час останніх семи місяців розвитку плоду (ембріону) в матці.
За структурою гемоглобін F — це тетрамер з двох α-ланцюгів і двох γ-ланцюгів глобіну, або гемоглобін α2γ2. Цей варіант гемоглобіну є і в крові дорослої людини, але в нормі він становить менше ніж 1 % від загальної кількості гемоглобіну крові дорослого і визначається в 1—7 % від загального числа еритроцитів крові. Проте у плоду ця форма гемоглобіну є превалюючою.
Гемоглобін F має високу киснетранспортну здатність і дозволяє порівняно малому об'єму крові плоду виконувати функцію постачання кисню ефективніше. Проте гемоглобін F має меншу стійкість до руйнування і меншою стабільністю у фізіологічно широкому інтервалі кислотності та температур. Протягом останнього триместру вагітності та незабаром після народження дитини гемоглобін F поступово зменшується — протягом перших декількох тижнів або місяців життя, паралельно збільшенню об'єму крові — заміщається «дорослим» гемоглобіном A, менш активним транспортером кисню, але стійкішим до руйнування і стабільнішим при різних значеннях pH крові та температури тіла. Таке заміщення відбувається унаслідок поступового зниження продукції γ-ланцюгів глобіну і поступового збільшення синтезу β-ланцюгів дозріваючими еритроцитами. Тим не менш, наявність гемоглобіну F у новонародженої дитини протягом першого року життя у гіперендемічних по малярії територіях певною мірою захищає від зараження цією хворобою.